# Dingo Fence

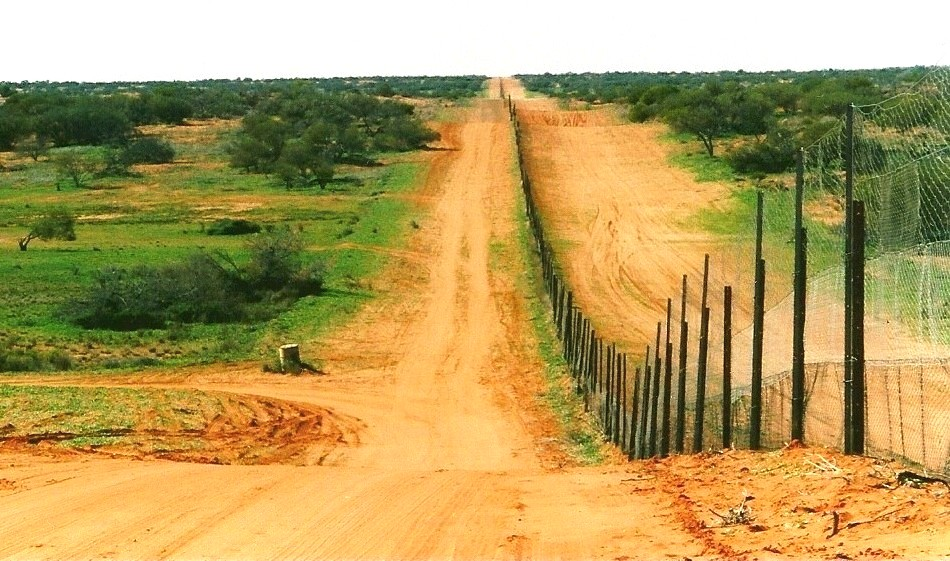
Plot ve Stuartově národním parku

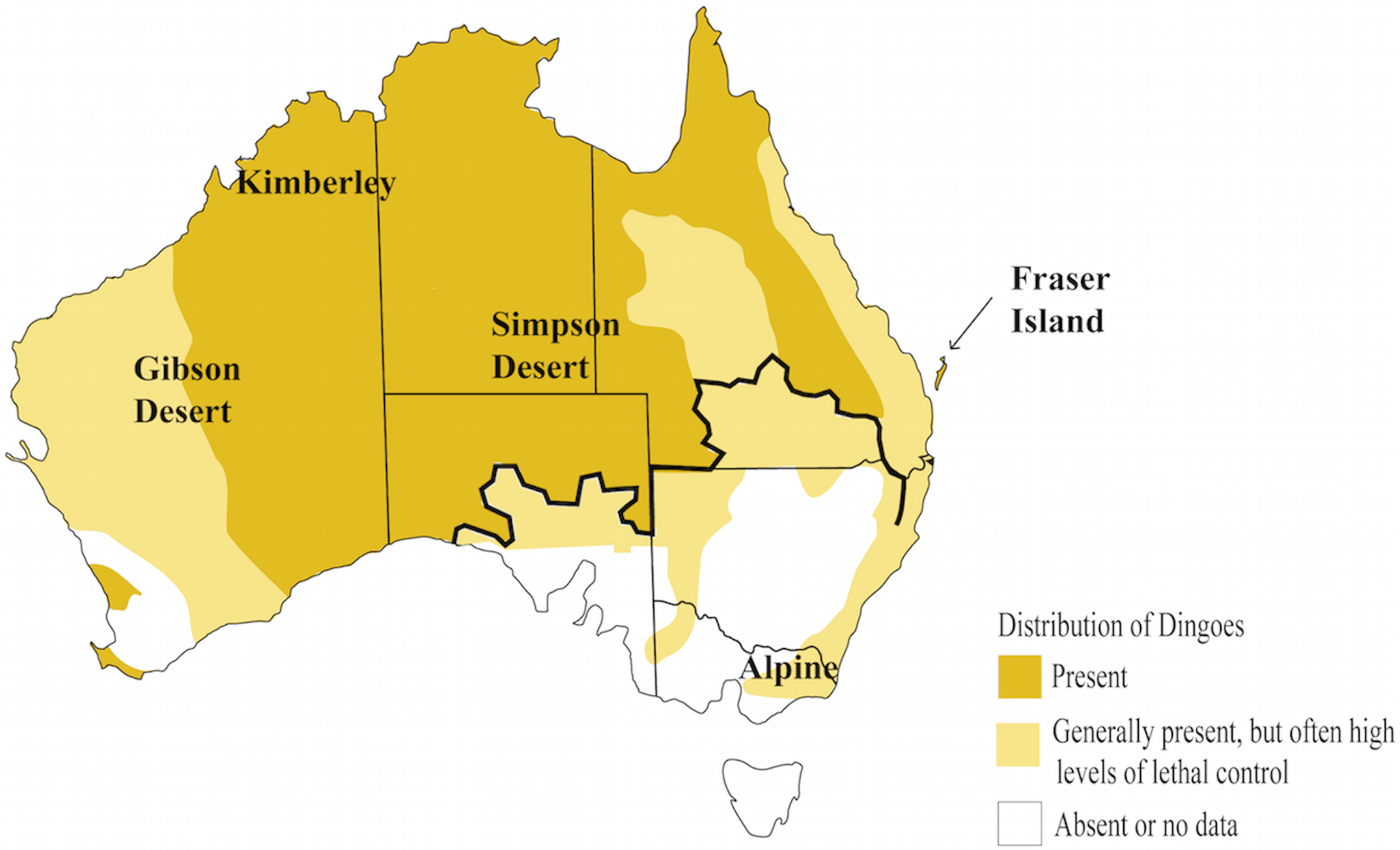
Rozšíření dingů v Austrálii, plot vyznačen tlustou černou čárou

Dingo Fence (Plot proti dingům) je nejdelší drátěný plot na světě. Je dlouhý 5 614 kilometrů a vede napříč Austrálií od pobřeží Velkého australského zálivu po Velký bariérový útes.
Plot je vysoký 180 cm, dalších 30 cm pokračuje pod zemí, po obou stranách je pětimetrový pás vyčištěné půdy. Nejexponovanější úseky jsou osazeny zářivkami. V místech, kde plot křižuje hlavní silnice, se nacházejí speciální rošty (cattle grids).

## Historie
Stavba Dingo Fence začala i skončila v 80. letech 19. století. Vše probíhalo za finanční podpory vlády. Původně byl plot dlouhý 8 614 km, v 80. letech 20. století byl ale zkrácen na současnou délku. Původním účelem stavby byla ochrana úrodné části Austrálie před expanzí zavlečených králíků, avšak plot svůj účel nesplnil a začal chátrat. Začátkem 20. století ale započala oprava plotu a jeho novým účelem byla ochrana před útoky dingů na dobytek a lidi.
Samotný plot ale před dingy chrání pouze částečně, již v roce 1990 byly nalezeny různé otvory, kterými se drobní dingové mohli protahovat. Nicméně, větší skupiny dingů již několik desítek let na jihovýchodní části Austrálie nežijí, což dokazuje, že plot svoji funkci plní.